# László Benedek
László Benedek (Budapest, 5 de març de 1905 - Nova York, 11 de març de 1992), en algunes ocasions conegut com Laslo Benedek, va ser un director de cinema i televisió hongarès, guanyador d'un Globus d'Or en 1952 per la pel·lícula La mort d'un viatjant.

## Biografia
Va néixer en una família jueva burgesa. Va treballar com a guionista i editor al cinema hongarès fins a la Segona Guerra Mundial. Louis B. Mayer va ajudar a Benedek a escapar d'Europa (ell també era jueu) i el va portar a Hollywood, on va dirigir la seva primera pel·lícula per a la MGM, com a director substitut, el 1944.
Benedek es va guanyar un ampli reconeixement per la direcció de La mort d'un viatjant, per la qual va guanyar el Globus d'Or al millor director i una nominació al premi al millor director del Sindicat de directors dels Estats Units de 1951. No obstant això, Benedek és més recordat pel seu següent treball, la pel·lícula de 1953 El salvatge. La cinta va causar gran controvèrsia i va ser prohibida al Regne Unit fins a 1968.
László Benedek parlava diversos idiomes: va dirigir la pel·lícula Kinder, Mütter und ein General (1955) a Alemanya i Recours en grâce (1960) a França. Encara que Benedek va realitzar més pel·lícules per a Hollywood, paral·lelament es va convertir en un director important de sèries de televisió, a partir del seu treball a Perry Mason de 1957. Ha dirigit diversos episodis d'altres sèries, com a The Outer Limits, Mannix, Voyage to the Bottom of the Sea, The Untouchables i Alfred Hitchcock Presents.
Benedek va morir el 1992 al Bronx.

## Filmografia

### Director
- Song of Russia (1944)
- The Kissing Bandit (1948)
- Port of New York (1949)
- Death of a Salesman (1951)
- El salvatge (The Wild One) (1953)
- Bengal Brigade (1954)
- Children, Mother, and the General (West Germany, 1955)
- Affair in Havana (1957)
- Recours en grâce (1960)
- Malaga (1960)
- L'orca Namú (Namu, the Killer Whale) (1966)
- Daring Game (1968)
- El visitant nocturn (The Night Visitor) (1971)
- Assault on Agathon (1975)

### Director de fotografia
- Die Geliebte (1927)
- Der Mann, der den Mord beging (1931)
- Iza néni (1933)
- Csibi, der Fratz (1934)

### Muntador
- Temptation (1934)
- Antonia, romance hongroise (1935)